# ورزشگاه کارلوس تارتیره

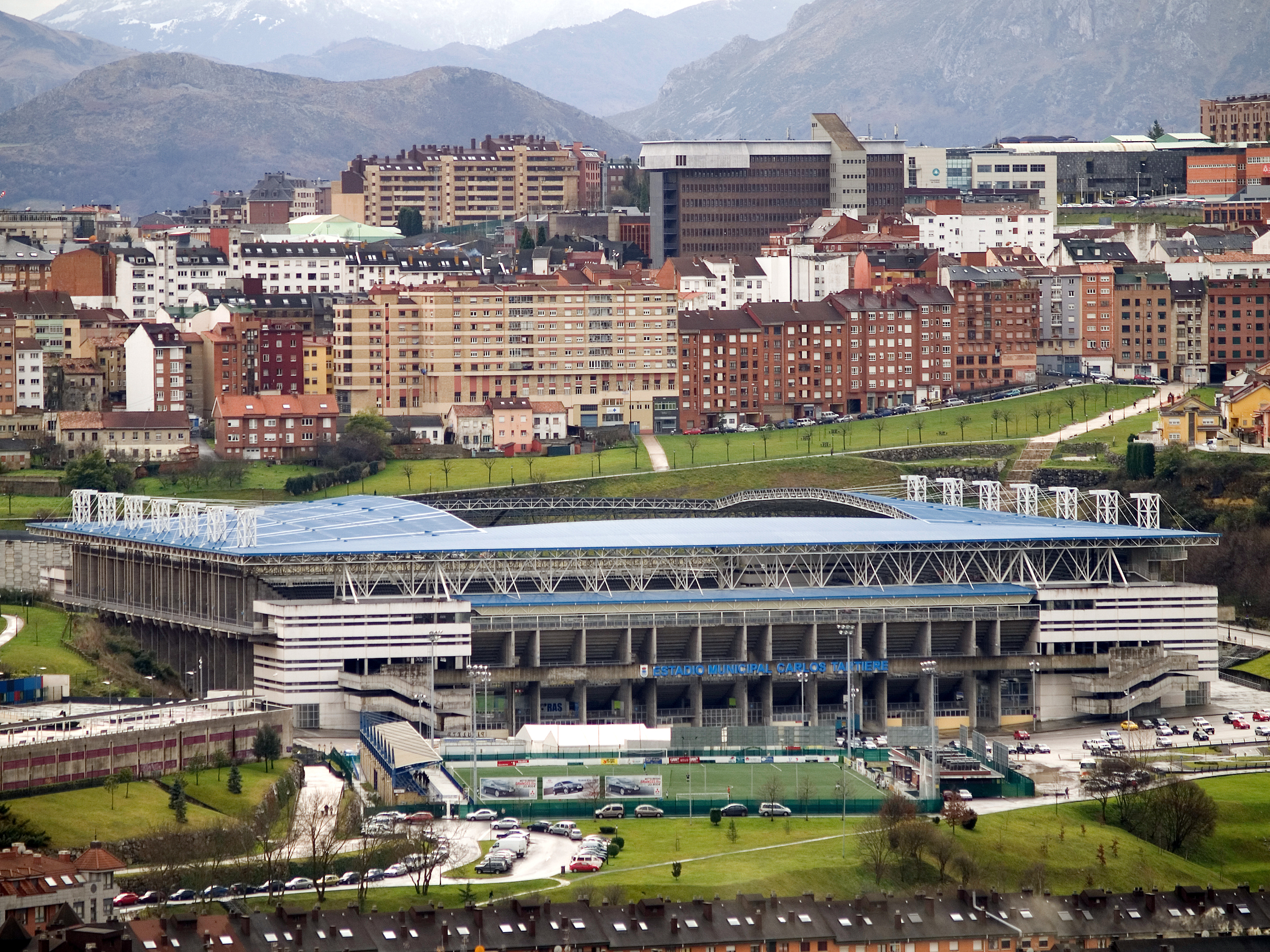
ورزشگاه کارلوس تارتیره در کشور اسپانیا.

ورزشگاه کارلوس تارتیره (به اسپانیایی: Estadio Carlos Tartiere) با ظرفیت ۳۰٬۵۰۰ نفر یکی از ورزشگاه‌های فوتبال کشور اسپانیا است که در شهر ابیدو ایالت آستوریاس واقع شده‌است. این ورزشگاه در سال ۲۰۰۰ بازگشایی شد و در حال حاضر بازی‌های خانگی باشگاه فوتبال رئال ابیدو در آن برگزار می‌گردد.